# Guobao
Guobao (kinesiska: 国宝)  är en socken i sydöstra Kina. Den ligger i Dehua härad i staden Quanzhou i provinsen Fujian, omkring 120 kilometer sydväst om provinshuvudstaden Fuzhou. Antalet invånare är 3 230. Befolkningen består av 1 614 kvinnor och 1 616 män. Barn under 15 år utgör 8,0 %, vuxna 15-64 år 70 %, och äldre över 65 år 21,0 %.